# Gugu Liberato
Antonio Augusto "Gugu" de Moraes Liberato (São Paulo, 10 de abril de 1959-Orlando, Estados Unidos, 21 de noviembre de 2019) fue un presentador de televisión, empresario, actor y cantante brasileño.

## Biografía
Hijo de inmigrantes portugueses, Gugu escribió cartas a Silvio Santos, sugiriendo programas, y luego fue contratado. Comenzó en la televisión a los catorce años como asistente de producción para el programa Domingo no Parque presentado por Silvio Santos en SBT.
Gugu fue considerado como uno de los presentadores más famosos en la historia de la televisión brasileña. Realizó programas de variedades tales como Viva a Noite (1982-1992), Sabadão Sertanejo (1991-2002), Domingo Legal (1993-2009), Gugu (2009-2013, 2015-2017) y su último trabajo fue el concurso de talentos Canta Comigo (2018-2019). [cita requerida]

## Muerte
El 20 de noviembre de 2019, Gugu cayó desde una altura de unos cuatro metros desde el techo de su casa de Orlando mientras intentaba cambiar su filtro de aire acondicionado, y luego fue internado en una unidad de cuidados intensivos. Al ingresar al Orlando Health Medical Center, se descartaron los abordajes quirúrgicos debido a un sangrado intracraneal grave y se eligió la observación. El 22, su muerte fue confirmada por una declaración oficial emitida por su oficina de prensa. El gobernador del estado de São Paulo, João Doria, decretó tres días de luto.
El 30 de diciembre, se publicó el informe médico que confirma su muerte el 21 de noviembre de 2019.